# Le Souffle (film, 2014)
Pour plus de détails, voir Fiche technique et Distribution.
Le Souffle (Испытание, Ispytanie) est un film russe réalisé par Alexandre Kott, sorti en 2014.
Il est présenté au festival Kinotavr 2014 où il remporte le Grand Prix.

## Synopsis
Un triangle amoureux dans la République socialiste soviétique kazakhe en 1949 près du site nucléaire de Semipalatinsk.

## Fiche technique
- Titre original : Испытание, Ispytanie
- Titre français : Le Souffle
- Réalisation et scénario : Alexandre Kott
- Costumes : Eduard Galkin
- Photographie : Levan Kapanadze
- Montage : Karolina Maciejewska
- Musique : Alexeï Aïgui
- Pays de production :  Russie
- Format : couleur — 35 mm — 2,35:1 — film muet
- Genre : drame
- Durée : 96 minutes
- Dates de sortie :
  - Russie : 18 septembre 2014
  - France : 10 juin 2015

## Distribution
- Elena An : Dina
- Danila Rassomakhine : Max
- Karim Pakatchakov : Tolgat
- Narinman Bekbulatov-Areshev : Kaysin

## Prix
- Kinotavr 2014 : Grand Prix.